# 糖组

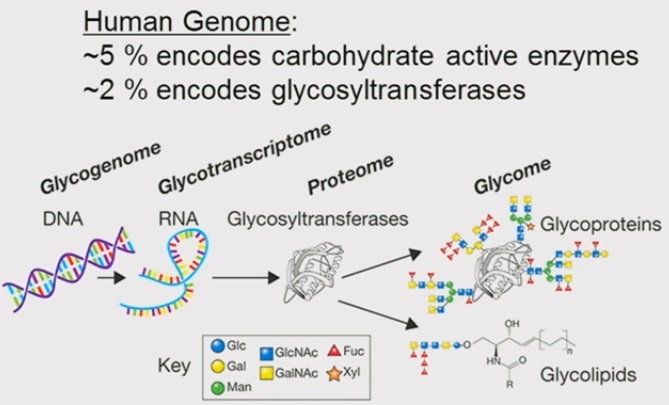
糖組由糖蛋白和糖脂組成。

糖組 (英語：Glycome)是生物體中所有糖的集合，無論是遊離的還是存在於更複雜的分子中的糖。 另一個定義是細胞中的全部糖类。 事實上，糖組可能是自然界中最複雜的實體之一。 糖組在糖生物學中進行研究，通常稱為糖組學。“糖組學，類似於基因組學和蛋白质组学，是對給定細胞類型或生物體的所有聚糖結構的系統研究”，是糖生物學的一個子集。
“碳水化合物”(carbohydrate)、“聚糖”(glycan)、“糖類”(saccharide)和“糖”(sugar)是在本文中可互換使用的通用術語，並且包括單糖、寡糖、多糖和這些化合物的衍生物。 碳水化合物由“水合碳”組成，例如[CH2O]n。單糖是一種不能水解成更簡單碳水化合物的碳水化合物，是寡糖和多糖體的組成部分。 寡糖是透過糖苷鍵彼此連接的直鏈或支鏈單糖。 單糖單元的數量可以變化。 多糖是由重複單糖組成的聚糖，長度通常大於十個單糖單元。
由於糖組的糖类的多樣性更大，糖組超過了蛋白質組的複雜性，並且由於糖类彼此之間的以及與蛋白質之間的組合和相互作用的可能性的多樣性而進一步複雜化。 “聚糖結構的所有範圍——糖組——是巨大的。在人類中，它的大小比基因組編碼的蛋白質數量大幾個數量級，其中百分之一編碼的蛋白質，修飾、定位或結合糖鏈，這些糖鏈被稱為聚糖。”
細胞的外表面是一片脂類的海洋，其中有許多糖分子的艦隊，其中許多糖分子附著在蛋白質、脂肪或兩者上，它們與細胞外的分子相互作用，對於細胞之間的通訊和細胞的粘性至關重要。 “聚糖是大自然的生物調節劑，”加州大學聖地牙哥分校霍華休斯醫學研究所研究員 Jamey Marth 說。“聚糖通常不會打開和關閉生理過程，而是透過回應外部刺激來改變細胞的行為。”
糖組比蛋白質組複雜得多，因為可以處理的碳水化合物種類繁多，而且碳水化合物彼此以及碳水化合物與蛋白質之間的結合和相互作用方式也多種多樣。 然而，隨著使用質譜儀和生物信息学技術的微量分析，系統目錄的創建正在成為可能。
加州大學醫學院教授 Ajit Varki 表示：“糖組可能比基因組複雜數千倍。”

## 延伸閱讀
- （英文）Bio-IT World （页面存档备份，存于） 涵蓋糖組學的期刊
- （英文）Hirabayashi J, Arata Y, Kasai K. . Proteomics. February 2001, 1 (2): 295–303. PMID 11680876. S2CID 42203562. doi:10.1002/1615-9861(200102)1:2<295::AID-PROT295>3.0.CO;2-C. (A proposal to base the glycome project on Caenorhabditis elegans, a microscopic worm, whose entire genome is already sequenced)
- （英文）'GlycoChip'
- （英文）Carolyn Bertozzi 的研討會：“化學糖生物學” （页面存档备份，存于）

## 外部連結
- （英文）.   [2023-11-18]. （原始内容存档于2023-11-18）.